# Gordon Brown
Pour les articles homonymes, voir Gordon Brown (homonymie) et Brown.
Ne doit pas être confondu avec Gord Brown, George Brown (homme politique britannique) ou Gordon Banks.
James Gordon Brown [ d͡ʒeɪmz ˈɡɔː(r)dən bɹaʊn], dit Gordon Brown, né le 20 février 1951 à Giffnock (East Renfrewshire), est un homme d'État britannique, membre du Parti travailliste et Premier ministre du Royaume-Uni de 2007 à 2010.
Entré au Parti travailliste dès 1969, cet élève brillant décroche son doctorat en histoire de l'Université d'Édimbourg trois ans plus tard. Après un échec lors des élections générales de 1979 et une courte carrière comme journaliste et universitaire, il est élu député lors des élections générales de 1983 dans la circonscription nouvellement créée de Dunfermline East (en). Il siège à la Chambre des communes pendant plus de trente ans et accède aux deux principales fonctions des grands offices d'État, d'abord comme chancelier de l'Échiquier entre 1997 et 2007, puis comme Premier ministre jusqu'en 2010. Son mandat de chancelier est marqué par une exceptionnelle période de croissance économique et de stabilité, mais également par l'indépendance de la Banque d'Angleterre et sa rivalité avec Tony Blair, notamment après les élections générales de 2001.
Sous son gouvernement, le Royaume-Uni connaît d'importantes difficultés économiques après la quasi-faillite de la banque Northern Rock. Quatre banques sont ainsi nationalisées, tandis que le pays entre en récession dès le deuxième trimestre de l'année 2008. Un plan de sauvetage bancaire est lancé pour sauver le système bancaire, mais la crise économique s'intensifia après l'annonce de la faillite de Lehman Brothers. En politique extérieure, le Royaume-Uni retire ses troupes de la guerre d'Irak en 2009. Le Parti travailliste perd les élections générales de 2010, ce qui l'oblige à démissionner.

## Situation personnelle

### Enfance et jeunesse
Gordon Brown est né le 20 février 1951 à Giffnock (ville située au sud de Glasgow) dans l'East Renfrewshire au sud de l'Écosse,. Son père John Ebenezer Brown (1914-1998) était pasteur presbytérien de l'Église d'Écosse à Govan, et eut beaucoup d'influence sur lui,,,,. Sa mère Jessie Elizabeth Brown (née Souter, 1918-2004), surnommée Bunty, était la fille de John Souter, un marchand de timbres. Ses parents s'étaient mariés à Aberdeen en 1947. Son arrière-grand-père maternel était charpentier.
En 1954, la famille Brown déménage à Kirkcaldy dans le comté de Fife,. Il grandit avec ses deux frères, John et Andrew (en) dont il est très proche, dans un ancien presbytère inoccupé,,. Sa mère le décrit d'ailleurs comme étant le plus timide de la famille. À l'âge de quatre ans, Gordon Brown entre à Kirkcaldy West, l'école primaire locale, et se révèle très vite un élève avec des capacités de travail incroyables. Très vite, le jeune Gordon prend goût à la politique, se souvenant avoir entendu le discours de défaite de Hugh Gaitskell, le chef du Parti travailliste, lors des élections générales de 1959. À l'âge de dix ans, il entre à Kirkcaldy High School (en), dans une filière pour élèves surdoués, après avoir passé un test de quotient intellectuel,,,. À 11 ans, il fonde un premier journal avec ses frères, The Gazette, dont les recettes servent à financer des aides aux réfugiés africains,. En 1963, il obtient un entretien exclusif avec l'astronaute américain John Glenn, qu'il a réussi à contacter après avoir écrit et posé des questions directement à la NASA. Il est très marqué par l'assassinat de John Fitzgerald Kennedy. Il prédit l'arrivée au pouvoir du Parti travailliste lors des élections générales de 1964. À quatorze ans, il obtient neuf O-Levels à son General Certificate of Education et décroche son Highers (équivalent en Écosse du A-level) l'année suivante,. Dans sa jeunesse, le jeune Gordon est très sportif, étant champion local de tennis, et joue également du violon,.

### Études et formation
Il entre à l'université d'Édimbourg en octobre 1967 à l'âge de 16 ans,,,,,. Il est le plus jeune étudiant de l'université depuis la fin de la Seconde Guerre mondiale.
Lors d'un match de rugby à XV universitaire, il reçoit un violent coup de pied à la tête en fin de rencontre, le laissant inconscient. Victime d'un décollement de la rétine, il manqua la totalité du premier trimestre et perdit l'usage de son œil gauche malgré l'attention constante des médecins,,,,. Il passe de longues heures dans l'obscurité de sa chambre d'hôpital les yeux bandés pour sauver son œil droit, mais ses capacités sont fortement réduites,,. Il ne peut plus lire de textes en caractères ordinaires. Lors d'une partie de tennis, il ressent la même chose à l'œil droit, qui est sauvé par une intervention chirurgicale expérimentale réussie.
Il ressort diplômé de l'université d'Édimbourg en 1972 où il reçoit un Master of Arts avec First-Class Honours (distinction) et obtient en 1982 un PhD avec une thèse intitulée ''The Labour Party and Political Change in Scotland 1918-29 (« Le Part travailliste et le changement de politique dans l'Écosse des années 1918-1929 »). D'après le biographe Tom Bower, le sujet de sa thèse devait à l'origine être le développement du mouvement ouvrier à partir du XVIIe siècle mais a plus modestement évolué vers la description de la lutte du mouvement ouvrier pour s'établir comme contre-pouvoir aux conservateurs. Il publie plusieurs articles à charge contre l'Apartheid.
En octobre 1972, alors qu'il est toujours étudiant, Brown est élu recteur de l'université d'Édimbourg,,,, ainsi que président du conseil d'administration. Sa campagne avait notamment été soutenue par un groupe de jeunes femmes, surnommées les Brown Sugars, en souvenir d'un titre des Rolling Stones,. Il a même une relation avec la princesse Margareta de Roumanie, elle aussi étudiante à l'époque. Il occupera le poste de recteur jusqu'en 1975. Il a également été éditeur du Red Paper on Scotland.

### Carrière universitaire et journalisme
Après ses études, il est temporairement chargé de conférence à Édimbourg avant d'aller enseigner les sciences politiques à l'université calédonienne de Glasgow entre 1976 et 1980,.
Il travaille de 1979 à son élection en 1983 comme député à la Scottish Television.

## Parcours politique
Son parcours politique est souvent décrit comme étant une « tragédie shakespearienne ». Il adhère au Parti travailliste en 1969,.

### Dans l'opposition (1979-1997)
Il concourt au siège de député de la circonscription d'Edinburgh South lors des élections générales de 1979, mais il est battu par son adversaire conservateur Michael Ancram,,,,. Il avait déjà été à deux doigts de concourir aux élections générales d'octobre 1974.
Lors des élections générales de 1983, qui sont un échec pour le parti, il parvient à se faire élire comme député dans la circonscription de Dunfermline East (en),,,,,. Très vite, il se rapproche d'un nouvel élu comme lui, Tony Blair,,. Il est assez vite repéré par Neil Kinnock, le nouveau chef du parti, et intègre rapidement le cabinet fantôme,. Il y est secrétaire au Trésor de 1987 à 1989, puis secrétaire d'État au Commerce et à l'Industrie avant de devenir chancelier de l'Échiquier à partir de 1992, promu par son mentor John Smith, celui-ci ayant été victime d'une crise cardiaque,,,. Lorsque celui-ci meurt subitement en mai 1994, il ne se présente pas contre Tony Blair à la tête du parti,,,. Étant borgne et ayant une vue assez moyenne pour son seul œil valide (seulement 30 %), ses discours sont écrits en gros caractères.

### Chancelier de l'Échiquier (1997-2007)

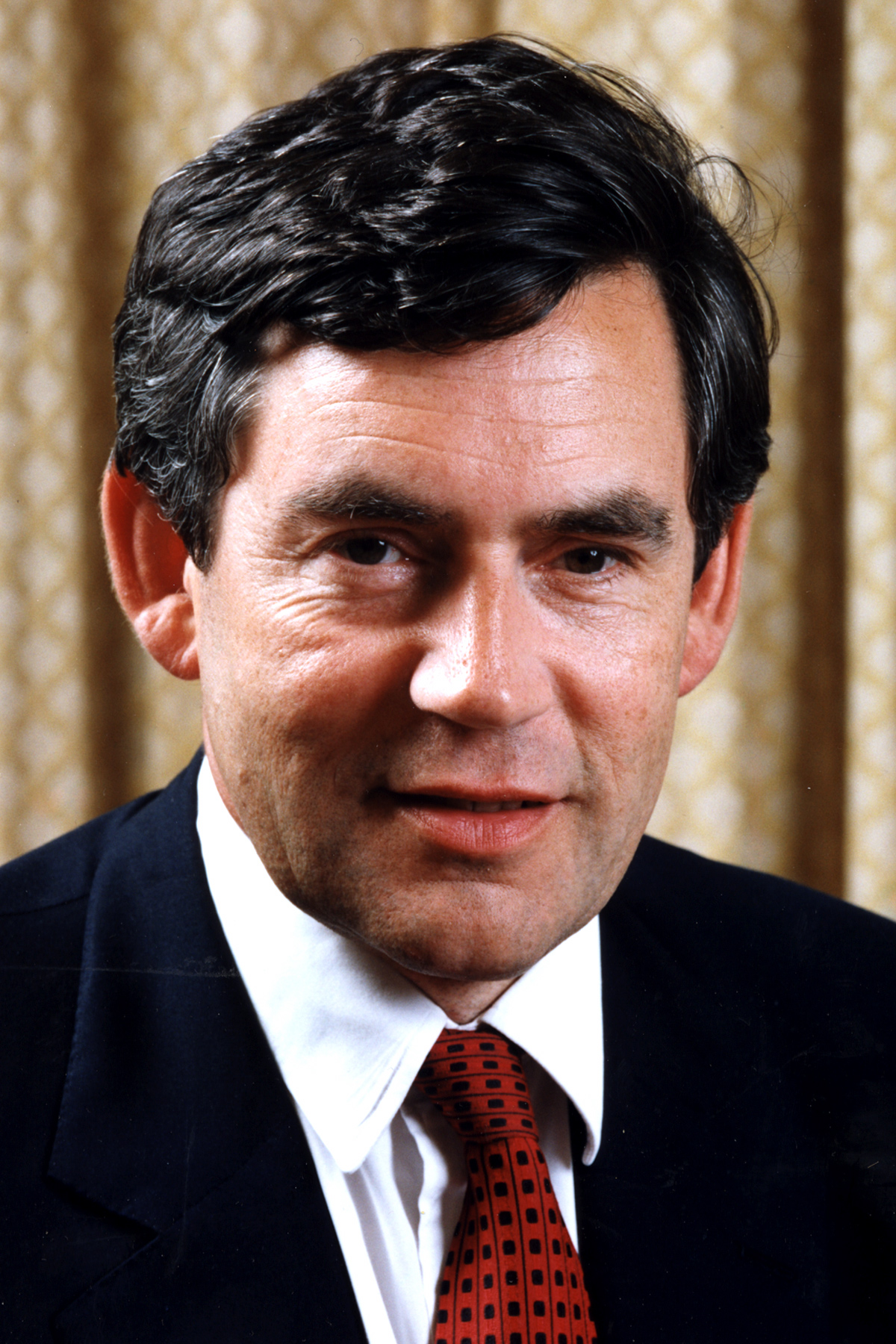
Portrait officiel de Gordon Brown en tant que chancelier.

Le 2 mai 1997, il est nommé chancelier de l'Échiquier par Tony Blair au lendemain de la victoire écrasante du Parti travailliste aux élections générales de 1997. Sous son mandat de chancelier, le plus long en termes de durée mais pas de longévité (William Ewart Gladstone fut chancelier pendant 12 ans),, l'économie britannique connaît une expansion très importante,. La période est d'ailleurs connue sous le nom de « décennie NICE », selon l'expression du gouverneur de la Banque d'Angleterre en 2003, NICE voulant dire non-inflationary constantly expansionary (période constamment expansionniste et non inflationniste). Pendant cette période, le produit intérieur brut passe de 964 milliards à 1 704 milliards de livres. Il le déclara lui-même en mars 2005 à l'occasion d'un débat à la Chambre des communes en présentant son projet de budget,,. Mais les historiens et les économistes contestent à Gordon Brown que cette expansion économique soit la plus grande qu'ait connu le pays. Son action comme chancelier fait aujourd'hui l'objet de controverses et d'interrogations.
Ed Balls fut son principal conseiller économique durant cette période.

#### Indépendance de la Banque d'Angleterre

Taux d'intérêt du Royaume-Uni depuis 1997.

À peine quatre jours après le retour au pouvoir du Parti travailliste, Gordon Brown annonce une réforme de la politique monétaire,,,. Pour mener à bien cette politique, le nouveau chancelier décida d'accorder l'indépendance dans la fixation des taux d'intérêt à la Banque d'Angleterre,,,,. Cette annonce fut une grande surprise pour la City,,. Elle figurait cependant depuis 1995 dans le programme du Parti travailliste. Gordon Brown a même rencontré le gouverneur de la Banque d'Angleterre a plusieurs reprises pour lui faire part du projet. Le président de la Réserve fédérale des États-Unis Alan Greenspan conseilla Gordon Brown dans la mise en place de la réforme. Préparée dans le plus grand secret, même le gouvernement et les députés travaillistes ne furent tenus informés de la réforme. Le gouverneur de la Banque d'Angleterre ne fut informé que la veille, et dut procéder à une hausse des taux d'intérêts pour préparer sa mise en œuvre.
L'objectif principal de la mesure était de juguler l'inflation, qui restait la hantise des travaillistes depuis la récession de 1973-1975. Le taux devait désormais se situer sur une fourchette autour de 2,5 %, avant que la fourchette soit revue à 3,5 %. Cela permit également aux travaillistes de mettre fin aux tergiversations gouvernementales en cas de crise économique majeur, permettant à la Banque d'Angleterre de prendre des mesures immédiates. La décision rencontra peu d'opposition de la part de l'aile gauche du parti. Elle fut soutenue par l'ancien Premier ministre James Callaghan.

#### Impôts et dépenses
Pendant la campagne électorale pour les élections générales de 1997, le Parti travailliste a promis de ne pas modifier le cadre fiscal établi par les conservateurs,. Pendant deux ans, les impôts et les dépenses publiques restent stables, et augmentent peu durant le premier gouvernement Blair. De même, la tranche maximale de l'impôt sur le revenu, qui était de 40 %, ne fut quasiment pas augmentée. Trois tranches, à 10, 22 et 40 % furent fixées. De même, l'impôt sur les sociétés fut abaissé de 33 à 30 %. Cependant, les prélèvements obligatoires passent de 38 % en 1997 à 43 % du produit intérieur brut dix ans plus tard. Les impôts s'alourdissent ainsi de 60 milliards d'euro sur la période.
Dès son arrivée au pouvoir, Gordon Brown impose cinq mesures majeures :
- généralisation des partenariats entre le secteur public et le secteur privé (initiée en 1991) ;
- introduction du salaire au mérite ;
- professionnalisation des personnels ;
- informatisation des services ;
- délocalisations des services en dehors de Whitehall.

Les partenariats entre le secteur public et le secteur privé représentaient 15 % des dépenses publiques en 2005.
Entre 1997 et 2007, les dépenses publiques augmentent fortement dans trois domaines,, :
- De 29 milliards à 64 milliards de livre sterling pour l'éducation
- De 34 milliards à 94 milliards de livre sterling pour la santé (National Health Service)
- 140 milliards d'investissements décidés en 2000 pour les transports

Il met en place l’initiative pour le financement privé (Private Finance Initiative, PFI) permettant de désengager le service public au profit d'entreprises privées pour construire et gérer des hôpitaux et des écoles. Les entreprises concernées disposent d’une concession pouvant aller jusqu’à cinquante ans, et récupèrent leur investissement par des versements annuels du contribuable. Les sommes ainsi avancées devraient être remboursées à un niveau très supérieur à celui d’un investissement traditionnel. Ainsi, à la fin de l’année 2005, avaient été signés des contrats d’une hauteur de près de 50 milliards de livres, engageant les contribuables à verser vingt annuités de 7,5 milliards de livres, soit un total de 150 milliards de livres. La PFI s’est par la suite étendue à la construction de routes et de prisons, aux technologies de l’information ou encore à l’éclairage public.

#### Stabilité économique
Le bilan économique de Gordon Brown est sans doute l'un des meilleurs jamais obtenus par un chancelier de l'Échiquier. Il d'ailleurs largement contribué aux succès du Parti travailliste lors des élections générales de 2001 et de 2005,. Grâce à l'indépendance de la Banque d'Angleterre, l'inflation fut enfin maîtrisée après une longue période de flottement. Le gouvernement conservait néanmoins la main pour fixer le cadre économique, et donc implicitement le taux d'inflation, malgré l'indépendance effective de la Banque d'Angleterre,. Entre 1997 et 2007, l'inflation est en moyenne de 2,27 %, avec une pointe à 3,2 % en mai 1998,. Elle demeure inférieure à celle des autres pays du G7 entre 1995 et 2002. Le stabilisation de l'inflation est en partie aidée par la politique menée par Norman Lamont puis Kenneth Clarke, qui avaient fait de l'inflation une priorité dès 1992. Même l'OCDE parlait de l'économie britannique comme d'un « modèle de stabilité ».
De même, le taux de croissance fut assez élevé, étant supérieur à 3 % de 1997 à 2001, puis variant entre 2,3 et 3,3 % entre 2002 et 2007,. Il connaît un pic en 2000 avec 4,5 % puis en 2004 avec 3,7 %. Cependant, un essoufflement est constaté à partir de 2005. Le dette publique fut ramené de 50,8 % en 1997 à 32 % en 2004, avant de repartir à la hausse (44 % en 2007),. En revanche, la balance commerciale fut constamment déficitaire, tout comme la balance des paiements,. En moyenne, le produit intérieur brut augmente de 2,8 % par an. En valeur absolue, il dépasse celui de la France en 2003. Le Royaume-Uni occupe le quatrième rang économique derrière les États-Unis, le Japon et l'Allemagne,.
Dès 1997, il annonce deux objectifs,, :
- Dette publique inférieure à 40 % du produit intérieur brut
- Recours à l'emprunt d'État pour financer seulement les investissements publics

Pendant la période, le revenu médian a augmenté, tandis que le salaire moyen a eu tendance à diminuer. Il faut dire que les choix économiques du New Labour s'inspiraient largement des choix économiques des Nouveaux démocrates, basés sur une politique de l'offre, que Bill Clinton avait mis en œuvre comme président des États-Unis,. Gordon Brown avait d'ailleurs été l'un des principaux défenseurs de la politique de l'offre lorsque le parti était encore dans l'opposition. De manière paradoxale, peu d'importance fut accordée à l'innovation, ce qui fut l'une des causes de la gravité de la crise économique de 2008. Le taux d'emploi est malgré tout passé de 70,8 en 1997 à presque 75 % dix ans plus tard. Les incitations négatives pour contraindre les actifs à trouver un emploi furent inspirées directement de la stratégie américaine. Cependant, l'endettement des ménages passe de 125 % en 1997 à 195 % du produit intérieur brut en 2007. Il est le deuxième plus élevé de l'OCDE derrière le Japon. De même, en raison du Big Bang des marchés financiers décidé en 1986, les activités de services bancaires et financiers ont explosé, la valeur globale de actions échangées passant de 161 à 2 500 milliards de livres. Les services financiers et immobiliers généraient 35 % du produit intérieur brut en 2006, contre 16 % pour l'industrie. Illustration de cela, l'écart entre la City et Wall Street en termes de capitalisation s'est fortement réduit entre 1980 et 2005, passant d'un écart de 1 à 12 en 1980 à un écart de 1 à 4 en 2005.

#### Non-intégration à la zone euro
Méfiant à l'égard de la future zone euro malgré le fait qu'il soit europhile, Gordon Brown dresse un cadre de 5 critères en octobre 1997 pour décider de l'adhésion du Royaume-Uni à l'euro,. Ces critères sont les suivants :
- 1) Que la monnaie créé de meilleurs conditions que la livre sterling pour les investissements directs à l'étranger à direction du Royaume-Uni
- 2) La zone monétaire unique va-t-elle affecter les services publics
- 3) Les cycles économiques et les investissements vont-ils suivre le même rythme
- 4) Une marge de manœuvre suffisante en cas de crise économique ou de crise monétaire
- 5) Que la monnaie stimule et favorise la croissance économique

En juin 2003, il annonce que seul un critère sur les cinq était atteint, mettant fin au projet d'intégration à la zone euro.

### Course pour la succession de Tony Blair (2003-2007)

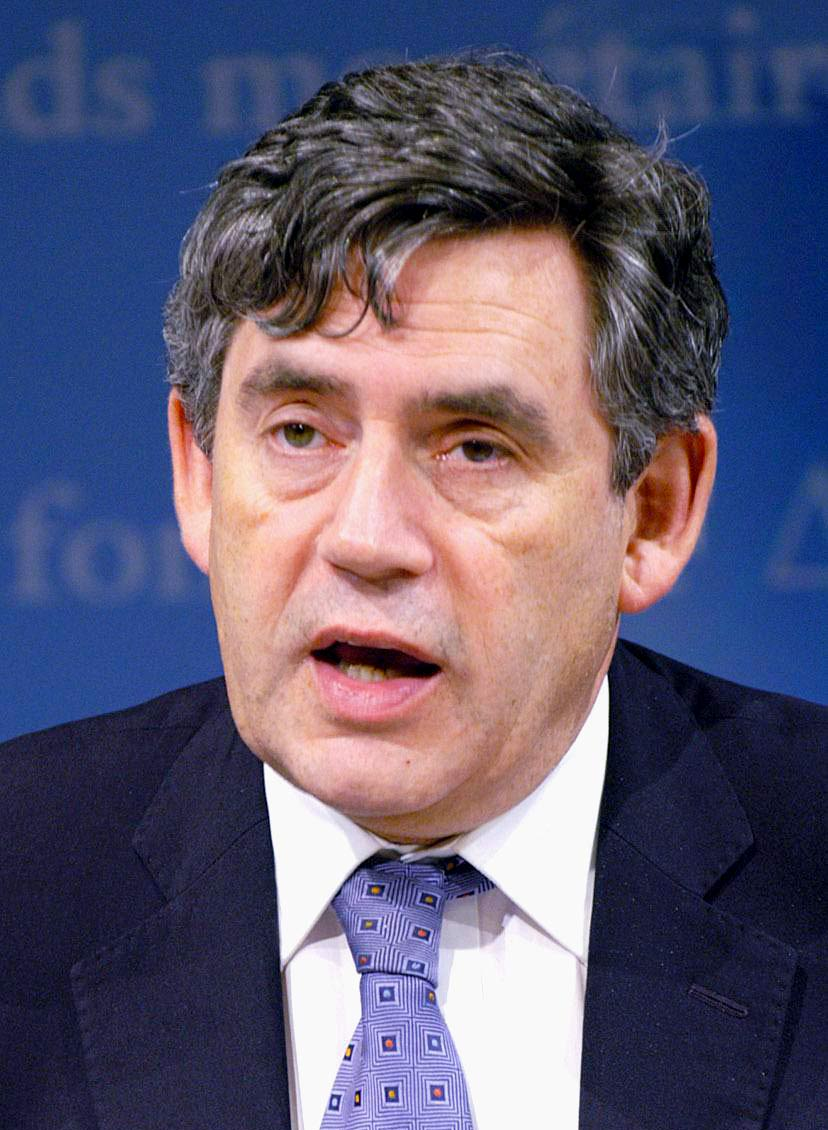
Gordon Brown s'exprimant lors d'une conférence de presse en 2004.

À partir du début de la guerre d'Irak, Tony Blair est devenu durablement impopulaire et contesté au sein du parti,. En mars 2004, l'ancien chancelier de l'Échiquier Denis Healey, figure respectée du parti, appelait au départ de Tony Blair. Sans nommer directement Brown, les déclarations de Healey relancèrent les spéculations sur la succession de Tony Blair, sachant que Gordon Brown faisait part depuis plusieurs années de sa volonté de devenir Premier ministre,. Or, au même moment, des spéculations le concernaient également pour prendre la tête du Fonds monétaire international, le secrétaire général Horst Köhler ayant démissionné pour se présenter à l'élection présidentielle allemande.
En juin 2004, plusieurs journaux ont laissé entendre que Tony Blair serait prêt à démissionner. Pourtant, en octobre, il annonce qu'il mènera bien le parti aux prochaines élections générales et qu'il était prêt à aller au bout d'un éventuel troisième mandat. Durant la fin du deuxième et le troisième gouvernement, les tensions entre Tony Blair et Gordon Brown furent de plus en plus visibles. Cela fut une des causes, bien que mineure, des résultats mitigés du Parti travailliste aux élections générales de 2005. Dans un mémorandum non publié, Tony Blair envisageait d'ailleurs de limoger Gordon Brown après les élections.
Le 7 septembre 2006, Tony Blair annonça qu'il quitterait prochainement ses fonctions, relançant à nouveau les spéculations.
Près de quinze ans après sa première tentative pour prendre la tête du parti, Gordon Brown se porte candidat à sa tête au lendemain de l'annonce du prochain départ de Tony Blair. Cependant au début de l'année 2007, Brown vit apparaître des concurrents sur sa route tels que le secrétaire d'État à l'Éducation Alan Johnson. Pour finir seuls les candidats de la gauche du parti John McDonnell et Michael Meacher contestèrent son autorité sur le parti, mais ils devaient obtenir au moins 44 soutiens afin de pouvoir se présenter à une primaire. Mais le secrétaire à l'Environnement David Miliband apporta son soutien à Brown afin de limiter la contestation contre ce dernier au sein du parti. Brown fut critiqué par Andrew Turnbull qui travailla avec lui de 1998 à 2002, l'accusant de « stalinisme impitoyable » , ainsi que de considérer ses collègues de cabinet avec mépris.
Le 24 juin 2007, il est élu chef du Parti travailliste par les militants, les parlementaires et les syndicats,.

### Premier ministre (2007-2010)

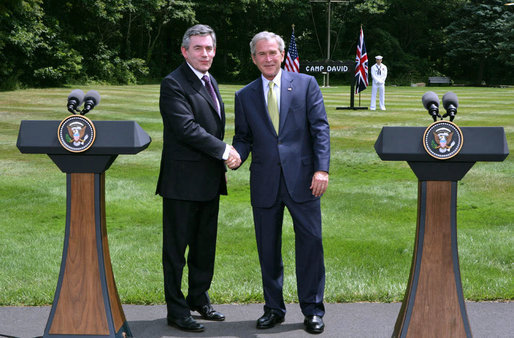
Gordon Brown et George W. Bush lors d'une conférence de presse à Camp David, le 30 juillet 2007.

Il devient Premier ministre le 27 juin 2007, après la dernière séance de questions au Premier ministre à l'issue de laquelle Tony Blair démissionna,,,,. Il est le premier Premier ministre issu d'une circonscription électorale écossaise depuis Alec Douglas-Home en 1963. Il est également l'un des rares à ne pas être diplômé ni d'Oxford ou de Cambridge,.

Les objectifs du nouveau Premier ministre sont fixés dès son premier discours devant le 10 Downing Street, : 
« This will be a new government with new priorities. And I have been privileged to have been granted the great opportunity to serve my country. And at all times I will be strong in purpose, steadfast in will, resolute in action in the service of what matters to the British people, meeting the concerns and aspirations of our whole country. »
« Ce sera un nouveau gouvernement, avec des priorités nouvelles. C'est un privilège de s'être vu accorder la grande opportunité de servir mon pays. À partir de maintenant, je vais m'attacher à proposer des choses importantes, à être volontaire mais ferme, résolu à servir dans l'intérêt du peuple britannique, de ses aspirations et de ses attentes. »
Pourtant, jusqu'à la fin de son mandat, le nouveau Premier ministre fut critiqué pour son hésitation et son indécision,. De nombreux ministres sont écartés lors de la présentation de son gouvernement.

#### Politique intérieure

##### Économie
En 2008, les activités de la City ont généré 15 % du produit intérieur brut et contribué à hauteur de 25 % au taux de croissance.
Le déficit budgétaire a augmenté de 11 % entre 2008 et 2009, conséquence de la crise économique. Pour s'adapter au plan de relance, le niveau du taux d'intérêt fut ramené par la Banque d'Angleterre à 2 %, soit le plus bas niveau depuis 1951, et la taxe sur la valeur ajoutée fut diminuée de 2,5 %,.
Dès le mois d'avril 2008, le gouvernement renonce à la règle d'or en matière d'emprunts. Le Royaume-Uni entre en récession à partir du deuxième trimestre de 2008.
L'endettement des ménages atteint 224 % du produit intérieur brut en 2010.

###### Crise financière
Dès le mois de septembre 2007, la bulle spéculative que connaissait le Royaume-Uni depuis plusieurs années produisit des dégâts importants. L'une des principales banques du pays, la Northern Rock, cinquième prêteur immobilier et huitième banque du pays, annonça connaître une crise de liquidité,,,. Ce fut l'une des premières banques européennes à connaître les mêmes problèmes que les banques américaines durant la crise des subprimes,. Il apparut également que le nombre de salariés de la banque installée à Newcastle upon Tyne avait doublé en trois ans seulement. Pour la première fois depuis 1973, la Banque d'Angleterre fut contrainte d'intervenir en dernier recours,. Près de 2 milliards de livres ont été retirés en quelques heures, générant un début de panique bancaire. C'est le premier évènement de ce genre dans un pays développé depuis la Grande Dépression. Entre septembre 2007 et février 2008, date de nationalisation temporaire de la banque, la Banque d'Angleterre a avancé près de 25 milliards de livres pour empêcher la faillite,,,,,. La nationalisation de Northern Rock fut la première nationalisation intégrale depuis celle de Rolls-Royce en 1971,. Conséquence de la faillite de la Northern Rock, les transactions immobilières ont diminué de 53 % entre septembre 2007 et septembre 2008,. Deux ans plus tard, il apparut que les services du Trésor avaient alerté Gordon Brown, alors chancelier de l'Échiquier, dès 2004 sur les risques d'une potentielle crise de liquidité et de crise financière, mais qu'il n'en avait pas tenu compte à l'époque. L'annonce de la faillite de la banque américaine Lehman Brothers, très implantée dans le pays, aggrava encore les effets de la crise.
Conséquence de la crise financière, la livre a perdu 33 % de sa valeur par rapport au dollar et 25 % par rapport à l'euro entre 2008 et 2010. Elle perd également un tiers de sa valeur sur la seule année 2008.
En octobre 2008, le Royaume-Uni est le premier pays du G7 à annoncer un ralentissement économique. Dans le même temps, le chancelier de l'Échiquier Alistair Darling annonce un vaste plan de sauvetage bancaire de 500 milliards de livres (soit l'équivalent de 850 milliards de dollars),. Deux jours avant l'annonce du plan, le principal indice boursier britannique (le FTSE 100) atteignait son plus bas niveau depuis le krach d'octobre 1987. Le plan de sauvetage reçoit le soutien du Prix Nobel d'Économie Paul Krugman dans une tribune parue dans le New York Times,,. La dette publique britannique représentait 632 milliards de livres au moment de l'annonce du plan de sauvetage. La Commission européenne et les autres pays du G7, après avoir protesté contre une initiative similaire de l'Irlande, ont accueilli avec soulagement le plan de sauvetage britannique,.
En avril 2009, Alistair Darling annonce que les besoins d'emprunts pourraient atteindre 175 milliards de livres (soit 198,2 milliards d'euros) d'ici 2011. Au même moment, la dette publique britannique dépassait les 80 % du produit intérieur brut. Elle dépassera les 84 % en 2010.

##### Emploi
Le taux de chômage passe de 5 % de la population active en 2008 à 8 % en 2009, conséquence d'une chute de l'activité économique de 7,2 %. Il atteint 8,5 % en mai 2010.

##### Immigration
En octobre 2007, le bureau de l'Intérieur (Home Office) annonce avoir oublié de comptabiliser près de 300 000 immigrants arrivés au Royaume-Uni depuis 1997. L'erreur de comptage, de près de 40 %, provoqua la colère des députés conservateurs. En plus de cette erreur, il révèle que près de 700 000 citoyens européens, dont deux tiers de Polonais, se sont installés au Royaume-Uni depuis l'élargissement de 2004.

##### Terrorisme
À peine trois jours après son investiture comme Premier ministre, le Royaume-Uni est victime de deux attentats.
Après les attentats à la voiture piégée de Londres et contre l'aéroport de Glasgow, le gouvernement fut mis en difficulté à la Chambre des communes sur le projet de loi consistant à augmenter le délai de garde à vue pour faits de terrorisme de 28 à 42 jours,,. Le projet de loi ne fut adopté que grâce à l'appoint des voix d'une partie des députés conservateurs et unionistes nord-irlandais.
Il effectue une demande auprès des États-Unis pour obtenir la libération de cinq prisonniers détenus au camp de Guantanamo.

##### Situation politique

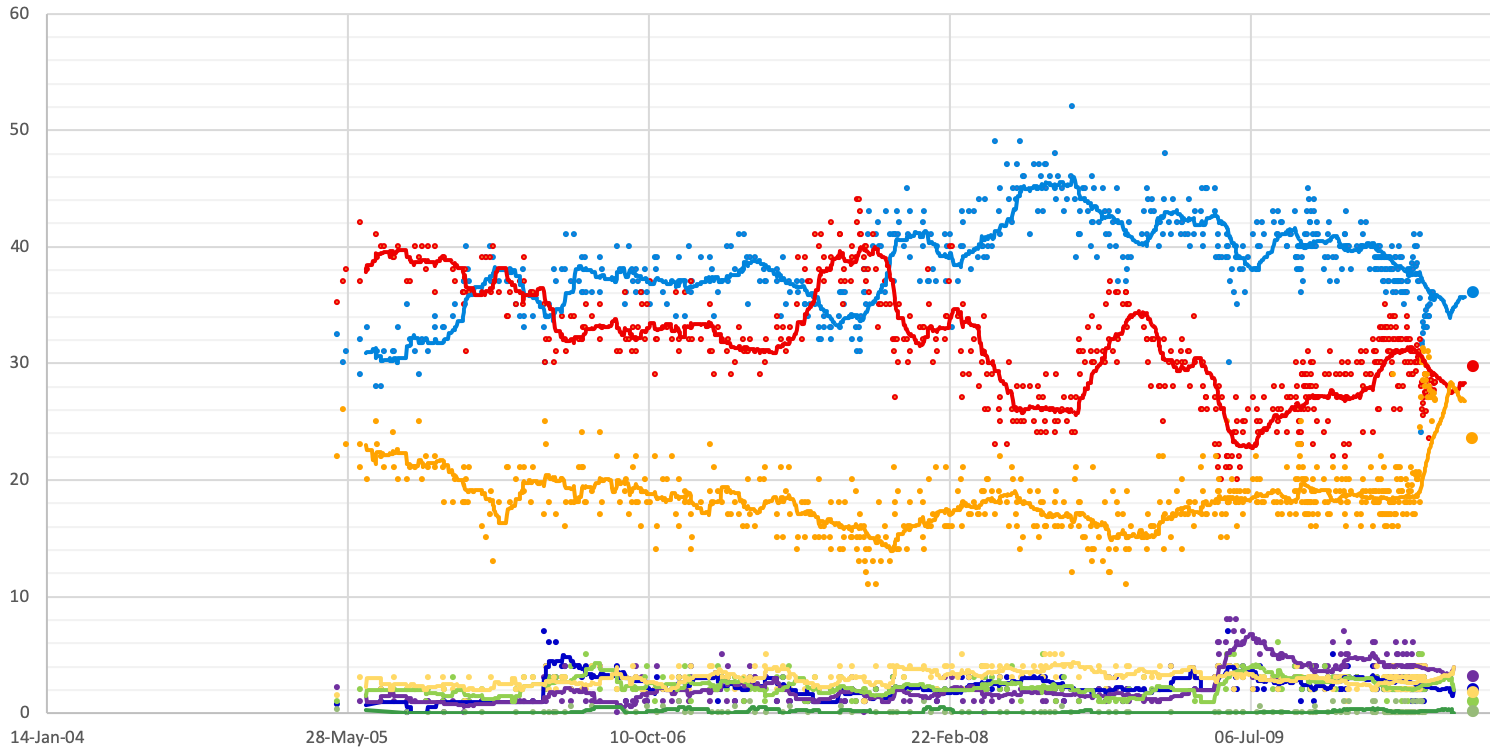
Sondages d'opinion en vue des élections générales de 2010. Depuis l'automne 2007, le Parti conservateur est redevenu le parti le plus populaire dans l'opinion. Les Libéraux-démocrates talonnent même le Parti travailliste à partir de l'été 2009.

Le Premier ministre éprouve de nombreuses difficultés lors des questions au Premier ministre,,.
Après le congrès annuel du Parti travailliste en septembre 2007, le parti comptait une dizaine de points d'avance sur les conservateurs dans les sondages. Cependant, un mois plus tard, il renonce à convoquer des élections anticipées pour bénéficier d'un mandat plus long,,.
Il subit les critiques du Parti conservateur lors de la nationalisation temporaire de la Northern Rock,,. En mai 2008, Ken Livingstone perd la mairie de Londres au profit de Boris Johnson,. Au cours du mois de juillet suivant, Gordon Brown bat les records d'impopularité,. Une étude le décrit même comme « le pire chef de gouvernement que le pays ait connu depuis la Seconde Guerre mondiale ». Pire, le Parti travailliste perd l'élection partielle de Glasgow East, qui était un bastion électoral jusqu'alors, au profit du Parti national écossais pour 365 voix seulement,,. Un mouvement de fronde commença à se manifester au sein du parti,,. Il se manifeste notamment lors du vote sur la loi étendant la durée de la garde à vue pour faits de terrorisme, où 36 députés travaillistes votent contre le projet de loi. Dès l'été 2008, certains députés d'arrière-ban en appellent à son départ ou à une nouvelle élection interne. En octobre, il procède à un remaniement ministériel et rappelle Peter Mandelson, avec lequel il ne s'entendait guère, au gouvernement,. En décembre, le Parti travailliste rattrape le Parti conservateur dans les sondages. Cependant, à l'occasion d'un débat à la Chambre des communes, il commet un lapsus en prétendant avoir « sauvé le monde »,,. L'opposition s'en saisira immédiatement pour dénoncer un soi-disant manque d'intérêt pour les affaires intérieures.
Le Parti travailliste subit une défaite historique lors des élections européennes de 2009, en terminant seulement troisième du scrutin derrière le Parti conservateur et l'UKIP, avec à peine 15,7 % des voix. Le parti subit également une lourde défaite aux élections locales, où il termine cette fois troisième derrière les Libéraux-démocrates. Après ces échecs électoraux, certains ministres démissionnent du gouvernement et en appellent directement à son départ.

#### Politique extérieure

##### Afghanistan
En août 2007, il déclare que l'Afghanistan constitue le lieu de lutte majeure contre le terrorisme.

##### Irak

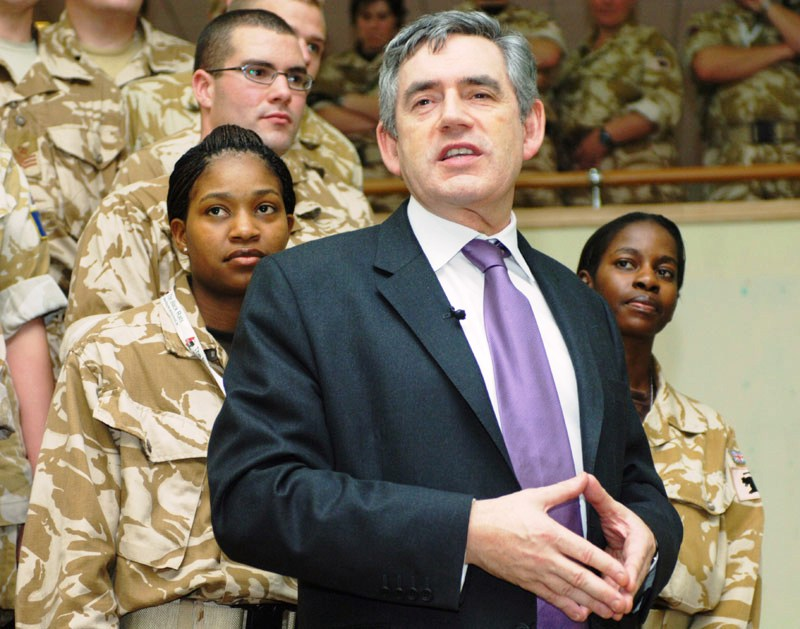
Gordon Brown en visite auprès des troupes britanniques à Bassorah, le 15 décembre 2007.

Deux semaines avant son arrivée au pouvoir, il se rend à Bagdad et déclare qu'il y a « des leçons à retenir » de l'engagement britannique en Irak. En octobre 2007, il annonce que le nombre de soldats stationnés en Irak serait prochainement ramené à 4 500 soldats,,. Au moment de l'annonce, 170 soldats avaient trouvé la mort depuis le début de la guerre le 20 mars 2003. Deux mois plus tôt, il avait évoqué le fait que l'Irak était un théâtre d'opération moins important que l'Afghanistan pour lutter contre le terrorisme.
En 2009, il autorise la création d'une commission d'enquête, dite Commission Chilcot chargée d'enquêter sur les circonstances de l'engagement britannique dans la guerre. Il avait évoqué l'éventualité dès 2008, mais n'avait pas donné suite jusqu'à l'annonce. À plusieurs reprises, il fut accusé de ne pas avoir accordé suffisamment de moyens à l'armée britannique lorsqu'il était chancelier de l'Échiquier.

#### Incertitudes et départ du pouvoir (2010)

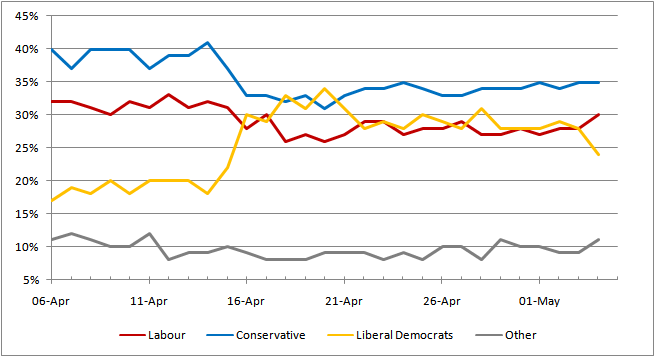
Sondages d'opinion publiés par l'institut YouGov pour les élections générales de 2010, à partir du 6 avril 2010-.

Le 6 avril 2010, Gordon Brown demande une audience à la reine Élisabeth II et lui demande de dissoudre la Chambre des communes. La Chambre des communes cesse de siéger dès le 12 avril suivant. 20 projets de loi sont ainsi adoptés dans un délai de 48 heures avant la fin de la session parlementaire. Pour la première fois depuis que la campagne électorale est suivie par les médias, des débats télévisés sont organisés pour le scrutin, par la BBC, ITV et la Sky,,. La date du scrutin est fixée au jeudi 6 mai. Au total, 149 députés choisissent de renoncer à se représenter pour un nouveau mandat, ce qui constitue un record depuis les élections générales de 1945. Le scandale des dépenses parlementaires ne fut pas étranger à ce nombre record de retraits. Pour la première fois depuis les élections générales de 1979, les chefs des principaux partis mènent campagne comme chef de file pour la première fois.
La campagne électorale confirme le déclin du Parti travailliste, qui se classe troisième dans certains sondages. Les Libéraux-démocrates apparaissent comme les grands gagnants de la campagne, notamment grâce aux prestations de leur chef de file Nick Clegg lors des débats télévisés,,,. Le 23 avril, un candidat du parti UKIP meurt, causant le report de l'élection dans la circonscription de Thirsk and Malton,. Quatre jours plus tard, un candidat du Parti conservateur est suspendu pour avoir tenu des propos homophobes sur les réseaux sociaux.
Le jour du scrutin, le Parti travailliste arrive en seconde position derrière le Parti conservateur avec 258 députés élus. Gordon Brown est confortablement réélu dans sa circonscription de Kirkcaldy and Cowdenbeath. Le parti perd 91 sièges par rapport aux élections générales de 2005, ce qui constitue la plus lourde perte nette de sièges entre deux scrutins depuis les élections générales de 1931. C'est également le plus mauvais résultat pour le parti depuis les élections générales de 1983.
Pour la première fois depuis les élections générales de février 1974, un Parlement minoritaire (Hung Parliament) fut élu par les électeurs,. Conformément au droit constitutionnel britannique, Gordon Brown restait au pouvoir jusqu'à ce qu'un gouvernement majoritaire puisse se former. Très vite, des discussions s'ouvrent entre les conservateurs et les libéraux-démocrates pour mettre sur pied un gouvernement de coalition. Les travaillistes tentent également d'ouvrir des négociations avec les libéraux-démocrates, Gordon Brown annonçant même son intention de démissionner pour favoriser la formation d'une coalition. Le 11 mai, constant l'impasse des négociations avec les libéraux-démocrates et après avoir discuté de la situation avec son prédécesseur Tony Blair, Gordon Brown annonça sa démission de son poste de Premier ministre et de chef du Parti travailliste avec « effet immédiat ». David Cameron devint le nouveau Premier ministre et forma un gouvernement de coalition avec les libéraux-démocrates, Nick Clegg devenant Vice-Premier ministre. Conformément aux statuts du Parti travailliste, Harriet Harman devint chef du parti par intérim.

### Retour à l'arrière-ban (2010-2015)

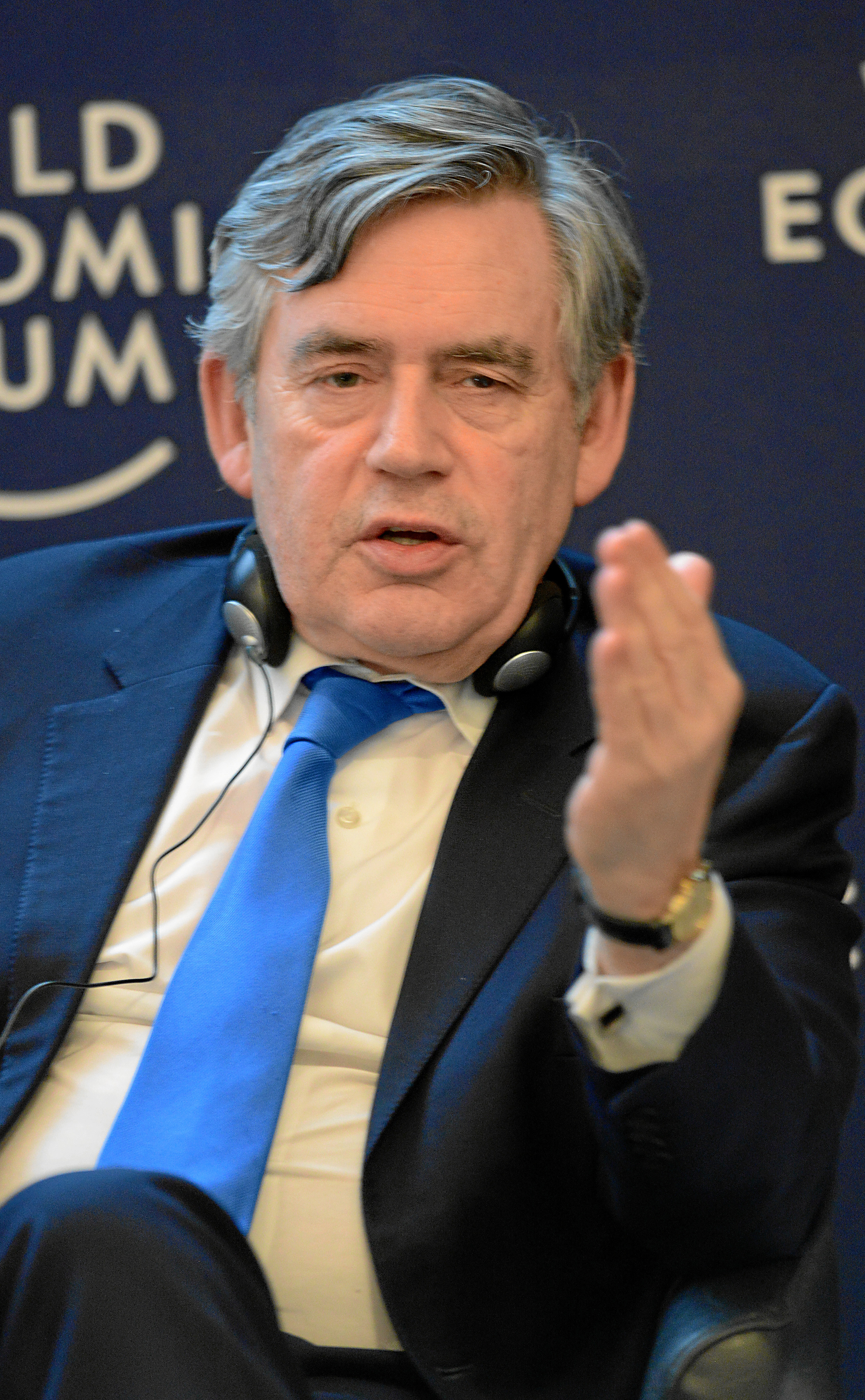
Gordon Brown au Forum économique mondial en 2013.

Il a confirmé son intention de rester député au Parlement, représentant toujours la circonscription de Kirkcaldy and Cowdenbeath. Il est néanmoins peu présent à la Chambre des communes. Ses rares interventions concernent principalement sa circonscription de Kirkcaldy and Cowdenbeath, les problèmes de dévolution en Écosse ou encore le scandale lié aux écoutes téléphoniques du News of the World de Rupert Murdoch dont il fut lui-même victime, ainsi que d'autres journaux détenus par l'homme d'affaires.
En avril 2011, lorsque les rumeurs sur une candidature de Dominique Strauss-Kahn à la primaire du Parti socialiste pour l'élection présidentielle de 2012 commencent à circuler, le nom de Gordon Brown revient dans le débat, comme cela avait été le cas en 2004, pour une éventuelle succession à la tête du Fonds monétaire international. Il avait d'ailleurs réclamé une réforme du FMI et de l'ONU lors d'une conférence donnée à l'Université d'Édimbourg. Cependant, le Premier ministre David Cameron ne donna pas suite à cette éventualité,,.
Le 22 avril 2011, il est annoncé que Gordon Brown allait prendre un rôle consultatif au Forum économique mondial. Il a également été distingué par l'université de New York et a pris part à des discussions et des conférences relatives à la crise financière mondiale et la mondialisation.
En juillet 2012, Gordon Brown a été nommé par le secrétaire général de l’ONU, Ban Ki-moon, envoyé spécial des Nations unies sur l'éducation globale.
En décembre 2014, à 64 ans, il annonce qu'il met fin à sa carrière politique et ne se représentera pas à la Chambre des communes.

## Après la politique
Il a également rejoint, en tant que conseiller, le fonds obligataire Pimco,.

## Vie privée
Dans les années 1970, il fréquente la princesse Margareta de Roumanie, qui effectuait également ses études à l'université d'Édimbourg en sociologie et science politique,,.
Il rencontre Sarah Jane Brown (née Macaulay) en 1995. Après cinq ans de fréquentations, il l'épouse le 3 août 2000 à North Queensferry en Écosse,.
Le 8 janvier 2002, leur jeune fille Jennifer Lane, née prématurément dix jours plus tôt, meurt des suites d'une hémorragie intracérébrale,. Ils ont deux fils, John Macaulay (nommé ainsi en l'honneur de son défunt père) né le 17 octobre 2003,, et James Fraser, né le 18 juillet 2006. En novembre 2006, le tabloïd The Sun révèle dans un article que Fraser est atteint de mucoviscidose. En plus de cela, un certain nombre d'informations sensibles ont été révélées par les journaux du groupe News International, propriété de l'homme d'affaires Rupert Murdoch. Ces révélations ont été faites sans l'accord du couple Brown. Cinq ans plus tard, lorsque le scandale du News of the World éclate, Gordon Brown témoigna des méthodes du groupe News International.

## Relations avec Tony Blair
Gordon Brown rencontre Tony Blair peu de temps après leur élection comme députés lors des élections générales de 1983,. Le Parti travailliste était alors dans une période très difficile, ayant perdu deux élections générales et subi une scission provoquée par l'aile droite europhile, qui avait créé le Parti social-démocrate. Les deux hommes constatent avec regret que le parti soit dirigé par l'aile gauche, une partie étant encore proche de certaines thèses marxistes. Assez vite, ils effectuent des voyages à l'étranger pour rencontrer les dirigeants d'autres partis de gauche.
Dans un premier temps, Brown fut un mentor pour Tony Blair, auquel il apprit à maîtriser les codes de la télévision, lui-même étant un ancien journaliste et producteur pour la Scottish Television. Les deux furent promus quasiment en même temps par Neil Kinnock dans le cabinet fantôme, en grande partie grâce à Gordon. Ils se rapprochèrent ensuite de Peter Mandelson, homme de télévision que Kinnock avait recruté pour redorer l'image du parti. Mandelson voyait davantage d'avenir à Brown, notamment après les problèmes de santé de son mentor John Smith. Il était d'ailleurs très populaire auprès des députés et des membres du cabinet fantôme. Cependant, il avait refusé, malgré l'insistance de Tony Blair, de concourir contre son mentor à la tête du parti lors de l'élection interne de 1992. Les deux hommes contribuent largement à l'établissement du New Labour.
Leurs relations se dégradent fortement après les élections générales de 2001,,. Le 29 septembre 2003, lors de la conférence annuelle du parti, Gordon Brown en appelle devant les militants à revenir aux « valeurs de base » du parti. La plupart des historiens et journalistes y virent un pied de nez à Tony Blair, dont Brown contestait le leadership depuis plusieurs années.

## Résultats électoraux
| Élection          | Circonscription           | Parti | Parti        | Voix   | %    | Résultats |
| ----------------- | ------------------------- | ----- | ------------ | ------ | ---- | --------- |
| Générales de 1979 | Edinburgh South           |       | Travailliste | 15 526 | 34,3 | Échec     |
| Générales de 1983 | Dunfermline East (en)     |       | Travailliste | 18 515 | 51,5 | Élu       |
| Générales de 1987 | Dunfermline East (en)     |       | Travailliste | 25 381 | 64,5 | Élu       |
| Générales de 1992 | Dunfermline East (en)     |       | Travailliste | 23 692 | 62,4 | Élu       |
| Générales de 1997 | Dunfermline East (en)     |       | Travailliste | 24 441 | 66,8 | Élu       |
| Générales de 2001 | Dunfermline East (en)     |       | Travailliste | 19 487 | 64,8 | Élu       |
| Générales de 2005 | Kirkcaldy and Cowdenbeath |       | Travailliste | 24 278 | 58,1 | Élu       |
| Générales de 2010 | Kirkcaldy and Cowdenbeath |       | Travailliste | 29 559 | 64,5 | Élu       |

## Distinctions

### Décorations
- Membre de l'ordre des compagnons d'honneur (Royaume-Uni, 2024).

### Doctoratshonoris causa
- Université Brunel (1996) ; Université d'Édimbourg (2003) ; Université Robert Gordon (2003) ; Université de New York (2005) ; Université de Newcastle upon Tyne (2007) ; Université de Delhi (2008) ; Université de Glasgow (2015).